# Acantholimon avenaceum
Acantholimon avenaceum är en triftväxtart som beskrevs av Aleksandr Andrejevitj Bunge. Acantholimon avenaceum ingår i släktet Acantholimon och familjen triftväxter. Utöver nominatformen finns också underarten A. a. khorassanicum.